# Drogoszów

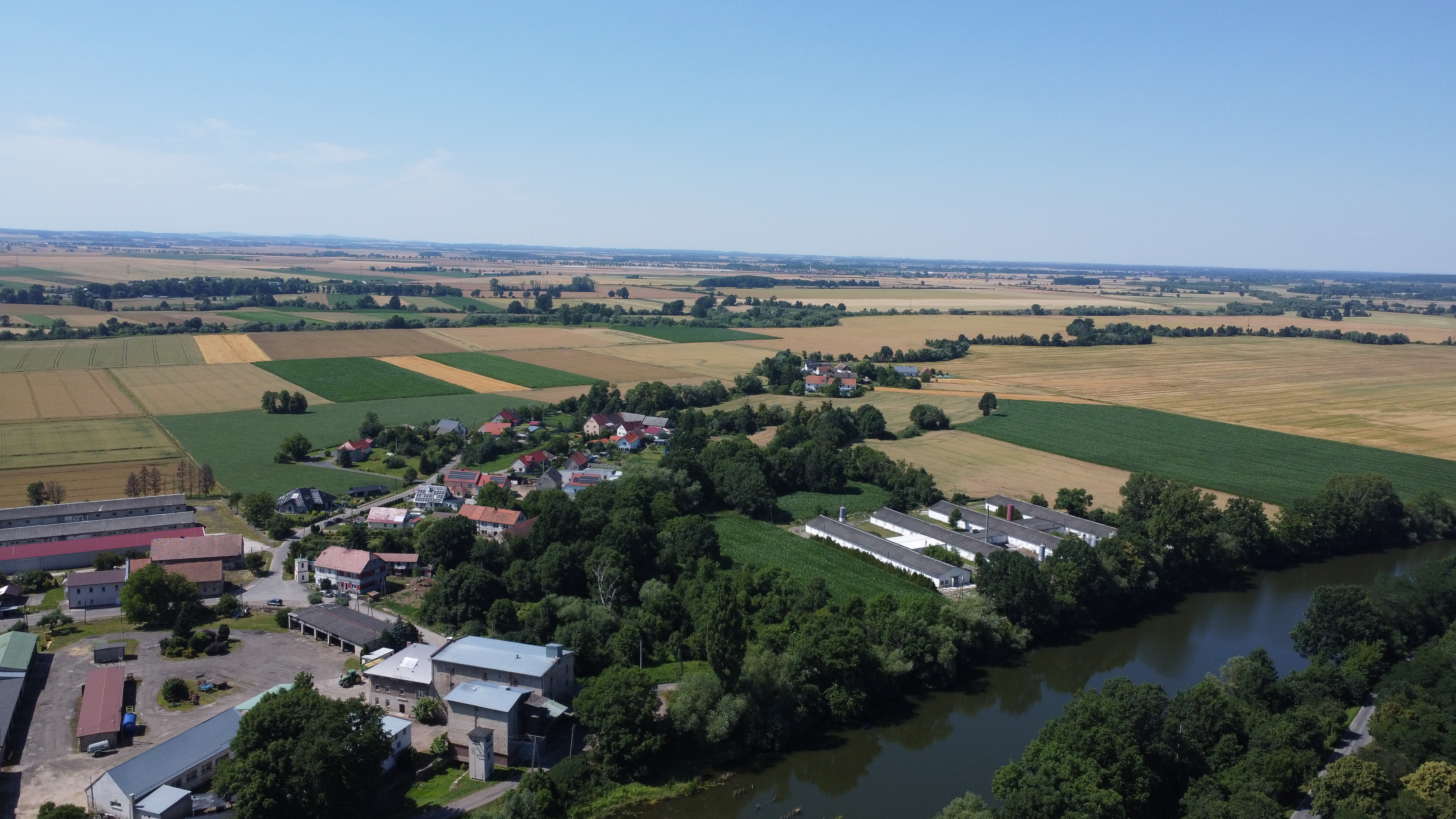
Luftbild

Drogoszów (deutsch Neusorge) ist ein Ort der Gmina Łambinowice in der Woiwodschaft Opole in Polen.

## Geographie

### Geographische Lage
Drogoszów liegt im südwestlichen Teil Oberschlesiens im Neisser Land. Das Dorf Drogoszów liegt rund neun Kilometer westlich vom Gemeindesitz Łambinowice, rund 17 Kilometer nordöstlich der Kreisstadt Nysa (Neisse) und etwa 43 Kilometer südwestlich der Woiwodschaftshauptstadt Opole (Oppeln).
Drogoszów liegt in der Nizina Śląska (Schlesische Tiefebene) am Rande der Dolina Nysy Kłodzkiej (Glatzer Neiße-Tal) hin zur Równina Niemodlińska (Falkenberger Ebene). Drogoszów liegt am rechten Ufer der Nysa Kłodzka (Glatzer Neiße).

### Nachbarorte
Nachbarorte von Drogoszów sind im Norden Bielice (Bielitz), im Osten der Gemeindesitz Łambinowice (Lamsdorf), im Süden Jasienica Dolna (Niederhermsdorf) und im Westen Lasocice (Lassoth).

## Geschichte
Das Dorf Neusorge wurde 1582 vom Fürstbischof Martinus von Breslau gegründet. Es wurde auf den Grundstücken des ehemaligen Vorwerk Neusorge mit acht Gärtner-, einer Häuslerstelle und zwei Arbeitshäusern angelegt.
Nach dem Ersten Schlesischen Krieg 1742 fiel Neusorge mit dem größten Teil Schlesiens an Preußen. 
Nach der Neuorganisation der Provinz Schlesien gehörte die Landgemeinde Neusorge ab 1816 zum Landkreis Falkenberg O.S. im Regierungsbezirk Oppeln. 1818 wurde das Dorf an den Kaufmann Hoffmann aus Brieg verkauft. 1865 zählte das Dorf eine Erbscholtisei, 23 Gärtner- und zwölf Häuslerstellen. 1874 wurde der Amtsbezirk Nieder Hermsdorf gegründet, welcher aus den Landgemeinden Klein Warthe, Mannsdorf, Neusorge und Nieder Hermsdorf und den Gutsbezirken Mannsdorf und Nieder Hermsdorf bestand. 1885 zählte Neusorge 258 Einwohner.
1933 hatte Neusorge 200, 1939 wiederum 394 Einwohner. Bis 1945 befand sich der Ort im Landkreis Neisse.
Als Folge des Zweiten Weltkriegs fiel Neusorge 1945 wie der größte Teil Schlesiens unter polnische Verwaltung. Nachfolgend wurde der Ort in Drogoszów umbenannt und der Woiwodschaft Schlesien angeschlossen. 1950 wurde es der Woiwodschaft Oppeln eingegliedert. 1999 kam der Ort zum neu gegründeten Powiat Nyski (Kreis Neisse). 2011 lebten in Drogoszów 161 Menschen.

## Sehenswürdigkeiten

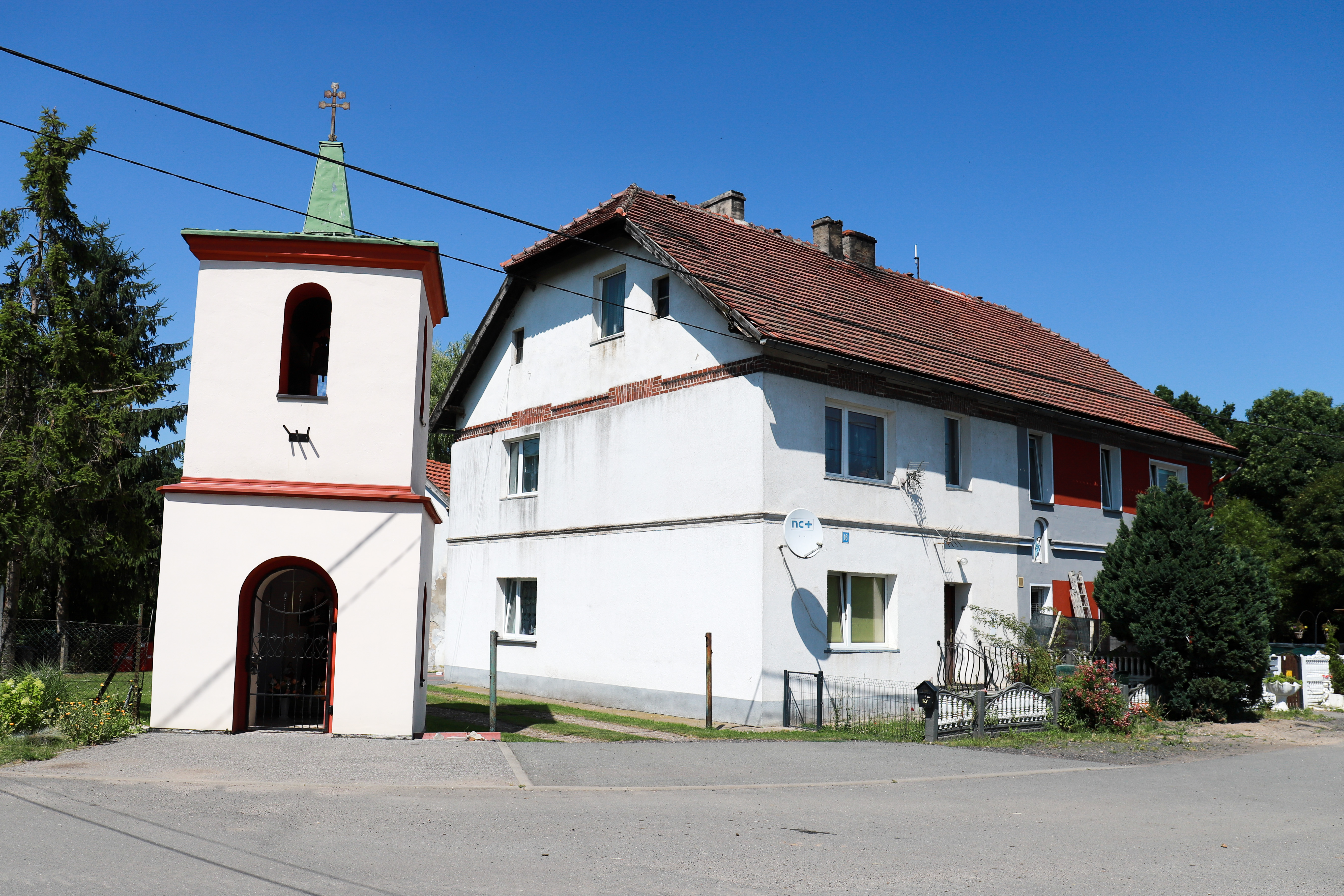
Wegkapelle

- Zweistöckige Wegekapelle – Hl. Antonius von Padua gewidmet
- Steinkreuz – 1925 als Gedenkkreuz für die Gefallenen Soldaten Paul Langer (1895–1918) errichtet[7]
- Marienkapelle
- Wegekreuz